# 갈색귀양털주머니쥐
갈색귀양털주머니쥐(Caluromys lanatus) 또는 서부양털주머니쥐는 남아메리카에 사는 주머니쥐의 일종이다.